# Torre del Telegrafo (Ascea)

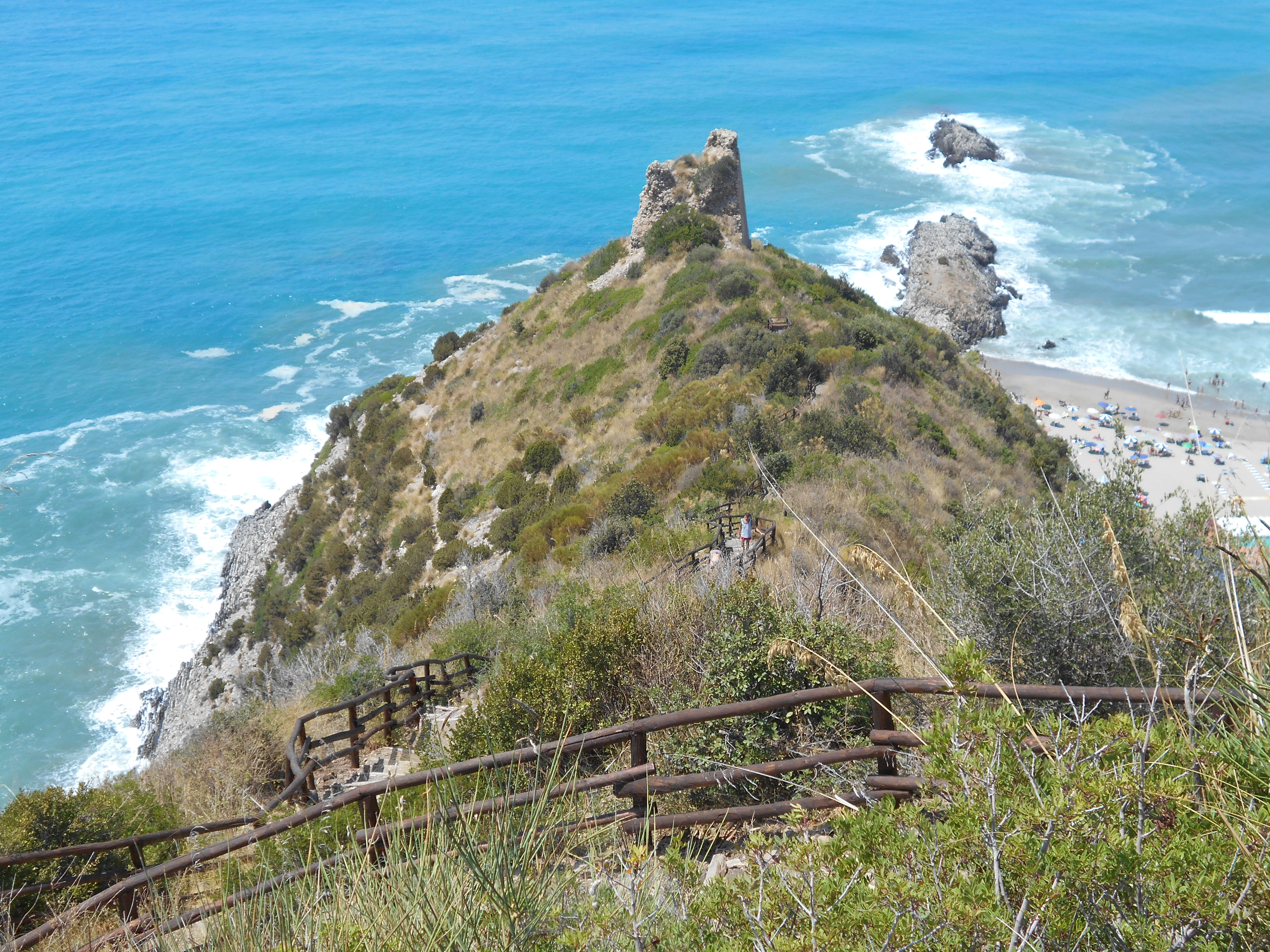
Rovine della torre viste dal sentiero degli innamorati inaugurato nel 2017

La Torre del telegrafo è un edificio, oggi diruto, che faceva parte del sistema di avvistamento e difesa litoranea delle torri costiere del Regno di Napoli, eretto nel corso del XVI secolo a protezione del Regno dalle incursioni dei corsari barbareschi. La torre è ubicata sulla costiera cilentana, nel comune di Ascea, e si erge su una modesta altura rocciosa a picco sul mare che costituisce l'estremità dell'omonima Punta del telegrafo

## Posizione
Ciò che resta della struttura difensiva, a base quadrata e a sviluppo tronco-piramidale, è un rudere che sorge sull'estremità dell'omonimo promontorio, situato nel territorio meridionale della frazione Ascea marina. Tutta l'area rientra nei limiti territoriali del Parco nazionale del Cilento, Vallo di Diano e Alburni, riconosciuto anche riserva della biosfera MAB UNESCO. L'edificio, diroccato, si presenta in pessimo stato di conservazione.
La torre sorge all'apice di una frastagliata scogliera, al limitare di uno scosceso dirupo, in posizione dominante sia sul prospiciente isolotto, denominato Pietra di Nante (un grosso scoglio roccioso che emerge dalle acque e dal fondale sabbioso, a breve distanza dalla scogliera), sia sul circostante specchio di mare che bagna la punta. La località segna il limite meridionale del litorale arenoso di Ascea, nei pressi del confine con il comune di Pisciotta, laddove avviene la transizione dall'ambiente costiero dell'arenile sabbioso a quello dei contrafforti collinari che si susseguono sulla costa fin nei pressi di capo Palinuro (promontorio ubicato nella omonima frazione del comune di Centola).
A luglio 2017 è stato inaugurato un passaggio, denominato il sentiero degli innamorati, che permette di raggiungere a piedi una postazione panoramica posta sopra la Torre del Telegrafo, potendo godere, di conseguenza, di una panoramica ancora migliore rispetto a quella offerta dalla torre stessa. Nel progetto, il sentiero dovrebbe anche permettere, in futuro, di raggiungere in modo agevole le spiaggette a meridione del promontorio, al momento accessibili solo via mare e di raggiungere alcune grotte che dovranno essere messe in sicurezza.

### Raggio di visuale

Visuale nord ai piedi della punta, verso Pioppi e Pollica (in fondo, il Monte Stella)

Costruita in posizione strategica, sul limitare di una ripida falesia con pareti a strapiombo, la torre offre una veduta molto ampia, che si estende sul golfo di Velia: la vista spazia da Capo Palinuro fino al litorale sabbioso che da Ascea, andando verso nord, raggiunge la foce dell'Alento e quindi il territorio di Casal Velino, fin dove la bassa spiaggia sabbiisa lascia di nuovo il posto a un susseguirsi di rilievi collinari che da Marina di Casalvelino si sviluppano lungo il litorale roccioso e pietroso fino a giungere, più a settentrione, la parte meridionale del comune di Pollica (Pioppi e la località Minnelea, tra Pioppi e Acciaroli).
All'interno del suo raggio visuale sono in vista altre emergenze architettoniche appartenenti o integrate nello stesso sistema difensivo del Regno di Napoli: a sud vi è la Torre Caprioli (nel comune di Pisciotta); poco più a nord è visibile la cilindrica torre angioina del castello medievale posto sull'acropoli del promontorio di Elea-Velia, laddove sorgeva, un tempo, l'insediamento medievale di Castellammare della Bruca. In linea d'aria è visibile anche la Torre costiera di Casal Velino, che sorge sul limitare nord del litorale sabbioso che si estende tra Ascea e Marina di Casalvelino. La veduta si estende al Monte Stella a nord e al Monte Bulgheria a sud-sud-est.

## Flora

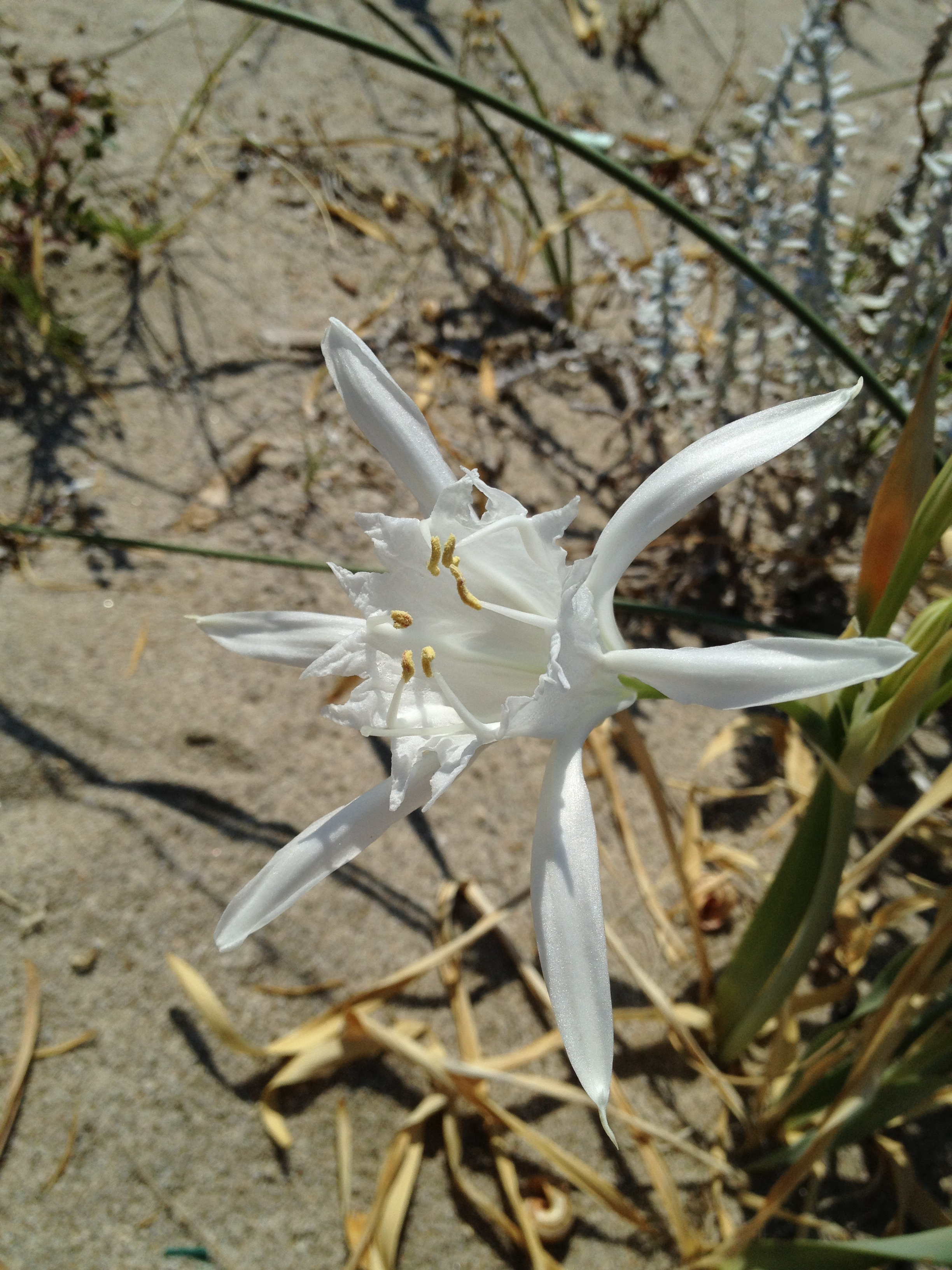
fioritura del Giglio di mare (P. maritimum), sulla spiaggia sottostante la punta

La località in cui sorge la torre riveste un notevole interesse dal punto di vista botanico per la presenza di specie di pregio floristico. Il promontorio, infatti, è circondato da lembi più discosti di formazioni di macchia bassa mediterranea a Quercus ilex e, nelle immediate vicinanze, da una gariga a Genista, nella quale cresce una specie floristica di notevole interesse, la Genista cilentina.

### Genista cilentina
Nella gariga a ginestra spicca, infatti, la presenza di un raro endemismo puntiforme, Genista cilentina, riconosciuto come buona specie nel 1993, a opera della professoressa Franca Valsecchi, che la individuò e descrisse all'interno del "più ampio contesto di Genista ephedroides".
L'endemismo è presente anche altrove, in rare e aride stazioni litoranee, tutte ubicate nel Cilento. Punta del telegrafo costituisce il locus typicus della specie, mentre altre stazioni sono segnalate nella vicina Torre Caprioli Un'altra stazione, più settentrionale e fortemente isolata dalle altre, è stata individuata tra i comuni di Montecorice, Serramezzana e Castellabate.

### Flora dunale
Sul litorale sabbioso nell'immediata adiacenza della punta, protetti da palizzate in legno, sopravvivono gli ultimi tratti ben conservati e brandelli relitti della originaria duna costiera che doveva estendersi a settentrione fino a Casal Velino: su tali lembi insistono rade formazioni psammofile, nelle quali si rileva la presenza di Cakile maritima (ravastrello), Xanthium italicum (nappola italiana), Agropyrum junceum (gramigna delle spiagge), Calystegia soldanella (vilucchio marittimo), Eryngium maritimum (eringio marino) e Pancratium maritimum (o giglio di mare, le cui fioriture si fanno notare nella stagioni estiva).

## Geologia
La torre si erge sulla sommità di variegati affioramenti rocciosi appartenenti alla successione sedimentaria denominata "successione di Catona", dal nome dell'omonima località comunale, in precedenza conosciuta come formazione di Santa Venere (Ietto et al., 1965), denominata "Formazione di Ascea" nella Carta Geologica d'Italia: essa costituisce la formazione più bassa del cosiddetto Flysch del Cilento, nella cui serie corrisponde a una sedimentazione prevalentemente pelitica, argillosa o calcareo-argillosa, così descritta dalla Carta Geologica d'Italia: "calcilutiti marnose, argille e argille silitose, talora con aspetto filladico, calcari arenacei e quarzareniti gradate. Calcareniti a cemento spatico; calcilutiti, spesso silicifere, tipo «pietra paesina»". La formazione appare con una stratificazione, e con pieghe anche a piccolo raggio indotte da una intensa tettonizzazione. Affiora in vari luoghi del Cilento, con facies stratigrafiche molto variabili: oltre che ad Ascea, è presente nei comuni di Casalvelino, Futani, Vallo della Lucania e Alfano. È attribuibile al Cenomaniano- Neocomiano, con uno spessore di circa 1000-1300 metri.